# 한결후
한결후(1993년 10월 25일 ~ )는 대한민국의 해금 연주가, 가수다.

## 방송
- 오빠시대 (2023) - Top58

## 음반
- 오래 (2022)

## 수상
- 국제민속음악제 ‘사르크 타로 날라리’ 3위